# Konstantin Thon

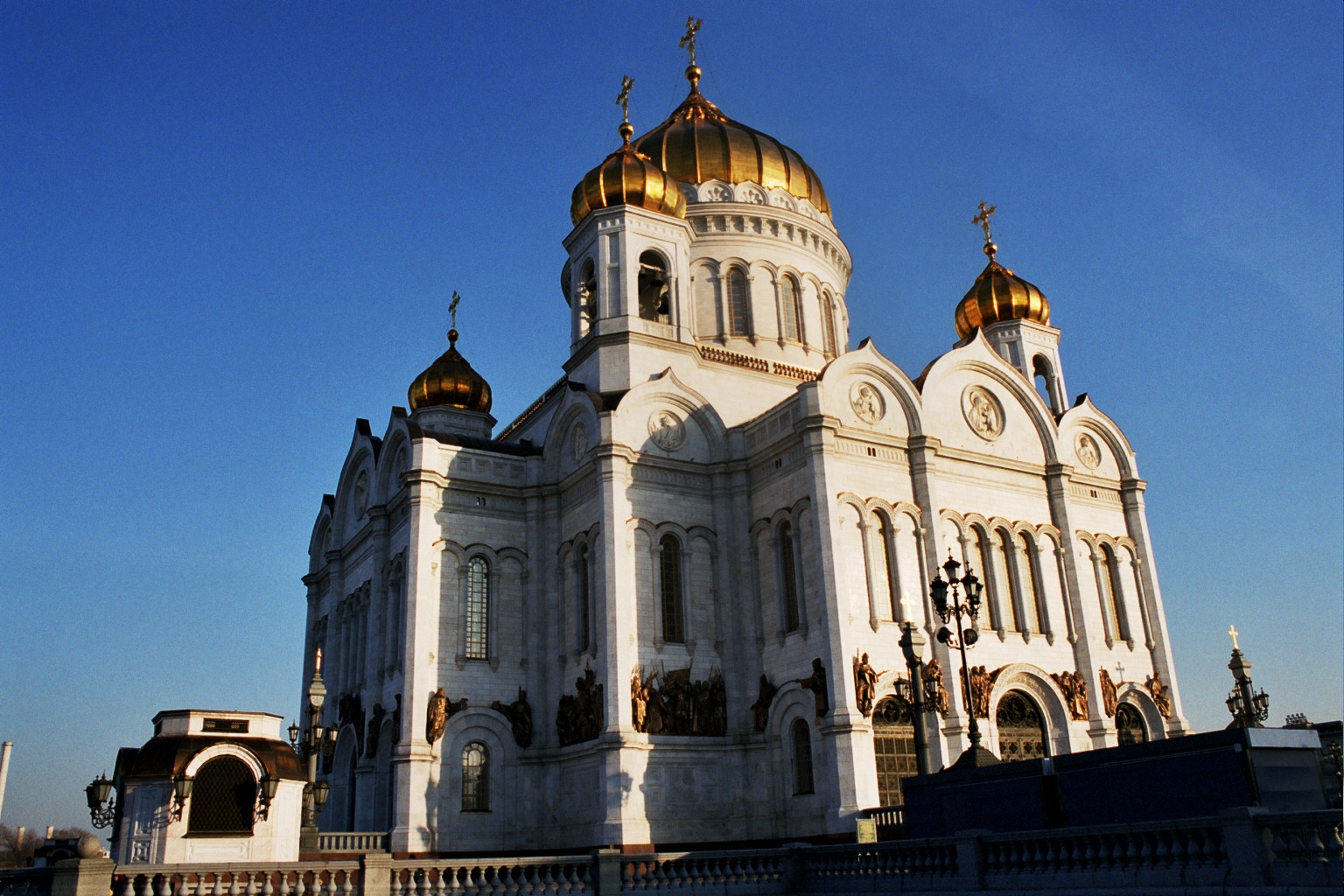
Christus Verlosserkathedraal

Konstantin Andrejevitsj Thon (Russisch: Константин Андреевич Тон) (Sint-Petersburg, 6 november [O.S. 26 oktober] 1794 - aldaar, 6 februari [O.S. 25 januari] 1881), was een Russisch architect. 
Hij werkte historiserend en in neostijlen. De uitbundig uitgevoerde rij zalen in het nieuwe paleis in het Kremlin werd door hem voor tsaar Nicolaas I ontworpen. Thon bouwde ook veel kerken. Zijn waarschijnlijk bekendste ontwerp is de Christus Verlosserkathedraal in Moskou.
Konstantin Thon was ridder in de Orde van Sint-Vladimir.
- Gemeinsame Normdatei: 119209780
- International Standard Name Identifier: 0000 0001 2239 0466
- Library of Congress Control Number: n86136022
- Nationale Bibliotheek van Tsjechië: jo2017968980
- Nationale Bibliotheek van Polen: a0000002860759
- SNAC: w6rf8h62
- Système universitaire de documentation: 230131433
- Union List of Artist Names: 500120730
- Virtual International Authority File: 172095486
- WorldCat: E39PBJgHhwHwyMY6WT3DhjmPQq